# Un garçon apportant du pain
Un garçon apportant du pain (ou Garçon apportant le pain) est une peinture à l'huile sur toile réalisée vers 1663 par le peintre hollandais Pieter de Hooch. C'est un exemple de la peinture hollandaise de l'âge d'or. Elle fait partie de la Wallace Collection de Londres.

## Description
Un garçon offre une corbeille de pain à une dame dans un intérieur ; derrière eux, une cour carrelée mène à un autre intérieur sombre, au-delà duquel on peut voir un canal avec une deuxième femme, peut-être la mère du garçon, observant de loin la transaction. Avec son illusion magistrale de profondeur fuyante, la toile démontre la sensibilité de De Hooch aux différents effets de la lumière du jour dans les espaces adjacents, dans ce cas à travers une série d'espaces intérieurs et extérieurs. À l'origine, une fille lisant un livre était assise dans l'embrasure de la porte, mais elle a été retirée en faveur de la dame et du garçon, dont la position fait écho à la verticalité de l'architecture et incite l'œil à voyager vers le haut dans l'espace de la toile. En épurant sa composition, De Hooch concentre l'attention du spectateur et imprègne la scène d'une quiétude accrue.

## Provenance
Le tableau a été acheté par Richard Seymour-Conway, 4e marquis de Hertford pour sa collection vers 1856.